# Le Courrier des Balkans
Le Courrier des Balkans este un ziar electronic de limba franceză care a fost lansat în 1998.

## Istoric
Le Courrier des Balkans a fost înființat în septembrie 1998 de istoricul și jurnalistul francez Jean-Arnault Dérens. Este un ziar electronic care promovează, în limba franceză, știrile și analizele publicate în presa democratică din țări balcanice precum Slovenia, Croația, Bosnia, Serbia, Muntenegru, Kosovo, Albania, Bulgaria, România, Republica Moldova și Turcia.
În ultimii ani, site-ul și-a structurat rețeaua de corespondenți și traducători, deschizând agenții locale în mai multe țări. Astfel, în 2005, a lansat Le Courrier de la Macédoine la Skopje, în 2006, Le Courrier de la Bosnie-Herzégovine la Sarajevo, în 2007, Le Courrier de la Serbie la Belgrad,  și Presevo, în 2008, Le Courrier de la Bulgarie la Sofia și Le Courrier de l’Albanie la Tirana, iar, în 2009, Le Courrier du Kosovo la Priștina.
Din 2008, publicația are un corespondent permanent la București care scrie despre România și Republica Moldova.
În Franța, Le Courrier des Balkans face parte din primele site-uri de știri pure-player care s-au lansat pe Internet și a devenit o referință majoră. Prințul moștenitor al Muntenegrului, Nikola Petrović-Njegoš, este directorul publicației, iar Jean-Arnault Dérens ocupă în continuare funcția de redactor șef.
În 2009, site-ul a lansat primul webradio francofon din Balcani denumit sugestiv „Balkanophonie”.